# フェラーリ・F355
フェラーリ・F355（Ferrari F355）は、イタリアの自動車メーカーのフェラーリが1994年から1999年にかけて製造、販売したリアミッドシップエンジン・後輪駆動のスポーツカーである。

## 概要
1994年5月、マラネッロのフェラーリ本社にて発表された。「F355」の名称は排気量約3,500cc、5バルブの搭載エンジンに由来する。
クーペ（ベルリネッタ）ボディのスタイリングは先代348シリーズに続き、イタリアのカロッツェリア「ピニンファリーナ」が手がけ、348のラインを受け継ぎながらも、フィンなどの突起を廃し、曲線的なデザインを採用している。なおクーペモデルのトンネルバックスタイルは本モデルを最後にデザイン変更された。
348シリーズで採用されたセミモノコックフレーム構造は継承され、より改良されたものが採用された。
縦置きに搭載されるエンジンは5バルブ化された新開発の90度 3,495cc V型8気筒DOHC「F129B」型で、ボッシュ社のモトロニック（前･中期型はM2.7、後期型はM5.2）で制御され、最大出力380PS/8,200rpm、最大トルク36.7kgf·m/5,800rpmを発生。ギアボックスはフェラーリ初の6速MT。高回転化に対応するべく、鍛造アルミ製ピストンやチタン製コンロッドなどの贅沢な材料が多く使用されていた。また、高回転化は数値だけでなく、フェラーリの持つ魅力のひとつである「音色」にも貢献し、348と比較して、より官能的なエキゾーストノートを奏でることが可能になった。
ヘッドライトは角型2灯式のリトラクタブルタイプ。テールエンドは空力を意識してダックテール状に処理されている。テールランプは348の四角異形タイプからフェラーリ伝統の丸型4灯に変更されている。
ボディタイプは当初、前述の「ベルリネッタ」、デタッチャブルトップ（タルガトップ）の「GTS」の2種類で、1年後の1995年4月に電動ソフトトップを持ったフルオープンボディの「Spider」が追加された。日本に輸入された車両の多くはベルリネッタボディだった。
横置きされるトランスミッションは当初リジッドロッド式の6速MTのみだったが、1997年にマニエッティ・マレリ社と共同開発したパドルタイプの2ペダル・セミオートマチックシステムである「F1マチック」搭載車が追加され、よりイージーにフェラーリのドライブが楽しめるようになった。
足回りは前後ともダブルウィッシュボーン式。電子制御式の可変ダンパーを装着しており、「スポーツ」と｢コンフォート｣の2種類のプログラムが選択できる。また、ホイール径も18インチにサイズアップが図られ、フロント225/40ZR18、リア265/40ZR18のピレリ製ハイグリップラジアルタイヤが設定された。
エクステリアやパワーユニットといったメカニズムに注目が集まるが、F355は内装も従来型に比べ改良され、F355でフェラーリ初採用となったレカロシートもあいまって、より近代的なドライビングポジションが取れるようになったシートポジションや運転席SRSエアバッグの標準装備化、前面が本革で覆われたダッシュボードなど、質実ともに向上した。また、パワーアシスト付きのステアリングが標準仕様になっていた（レスオプションも可能だった）。
日本には1994年に正式輸入が開始された。当時の販売価格はそれぞれベルリネッタが1,490万円、GTSが1,550万円、Spiderが1,625万円だった。
1997年、コーンズは、フェラーリのビジネスパートナーとなって20周年を迎えた記念として、フェラーリによって製作された20台のF355「コーンズ・スペシャル・エディション」を販売した。内訳は、ロッソコルサ/ネロ7台、ロッソフィオラノ/ネロ6台、ブルーツールドフランス/タン7台である。
1999年、後継車の360モデナを発表し、生産・販売を終了する。
2010年6月30日、燃料パイプの不具合による火災の恐れがあるということで、Ferrari Japanは国土交通省にリコール（回収・無償修理）を届け出た。

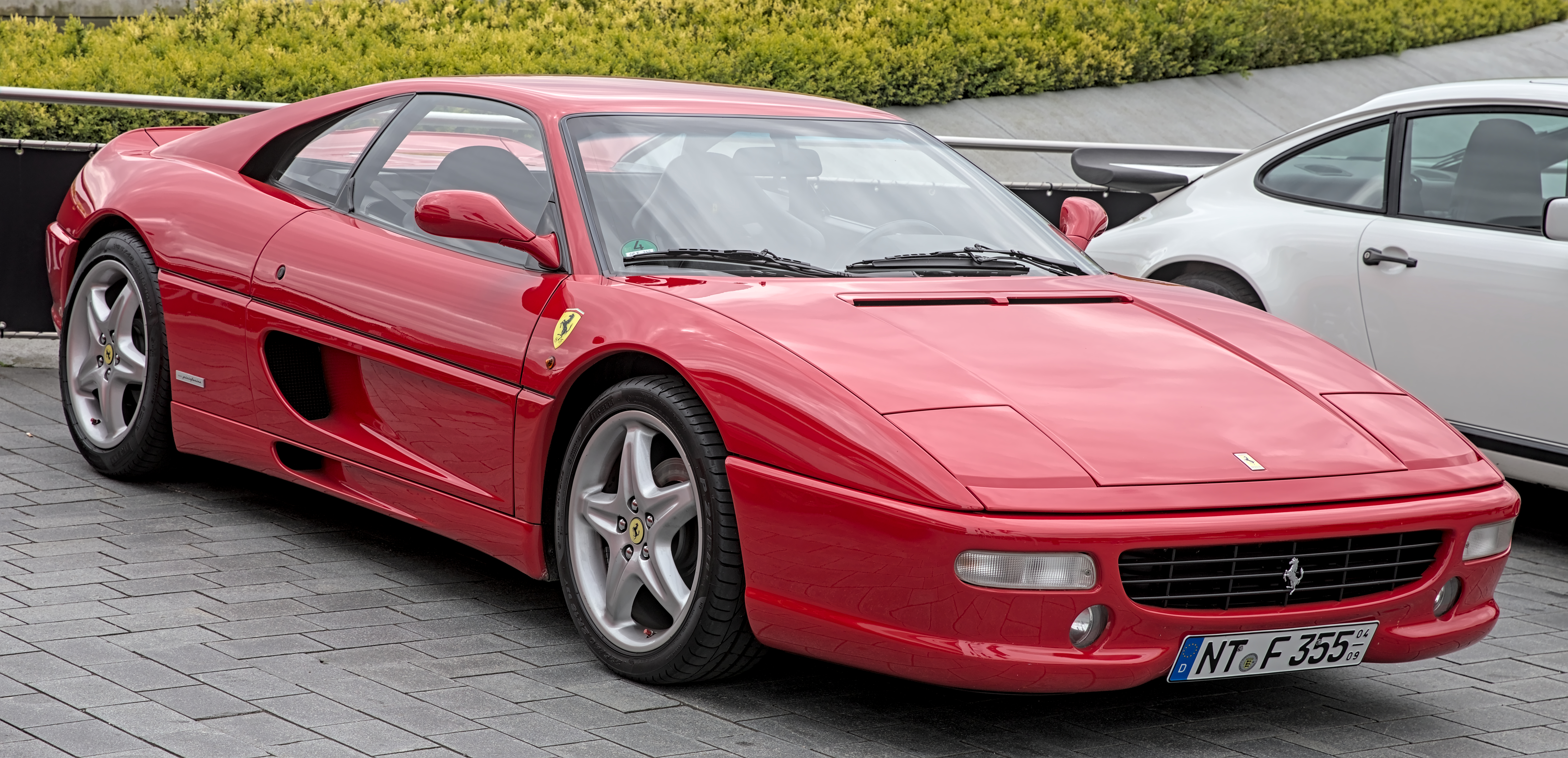
ベルリネッタ フロント
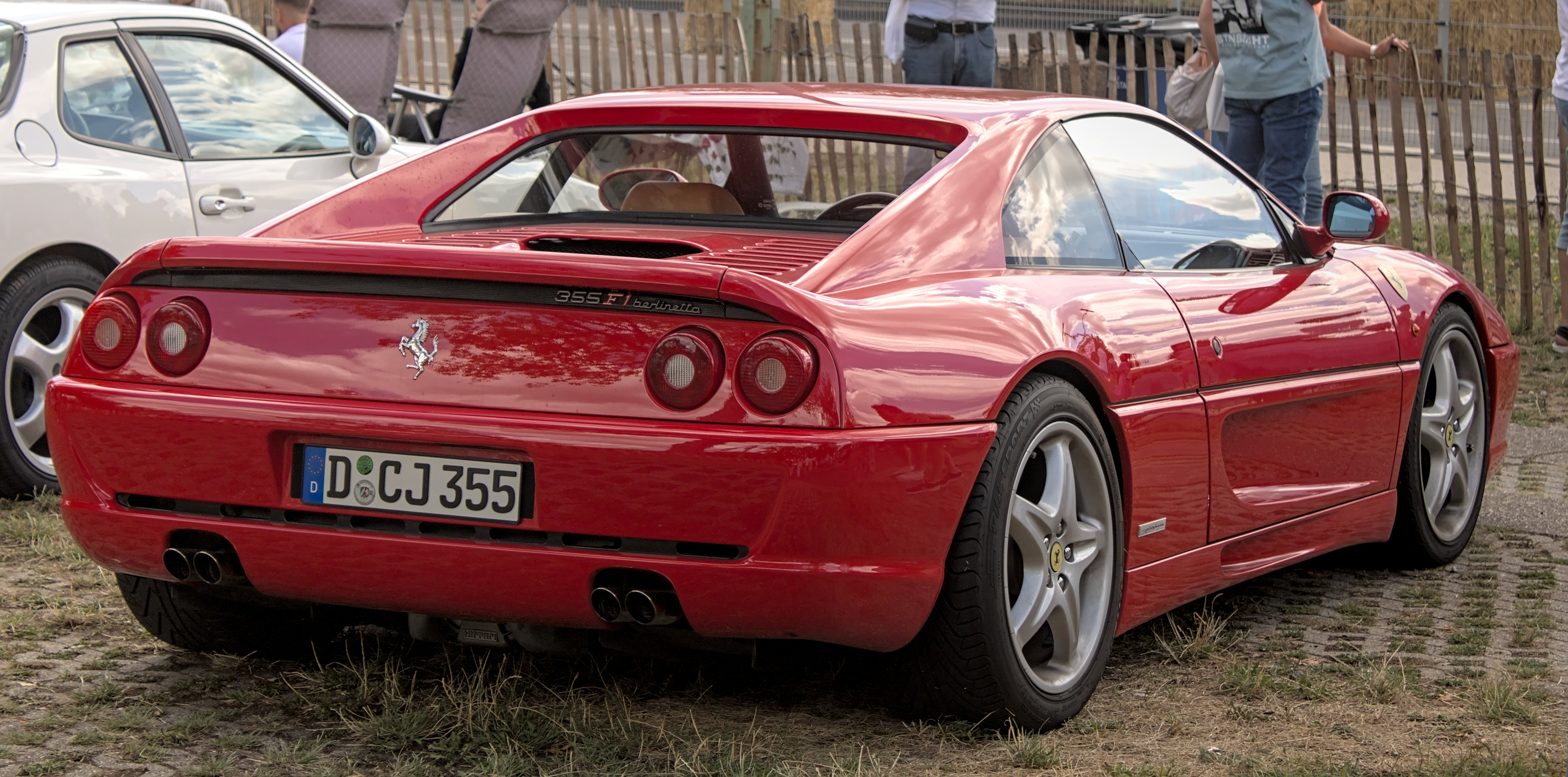
ベルリネッタ リア
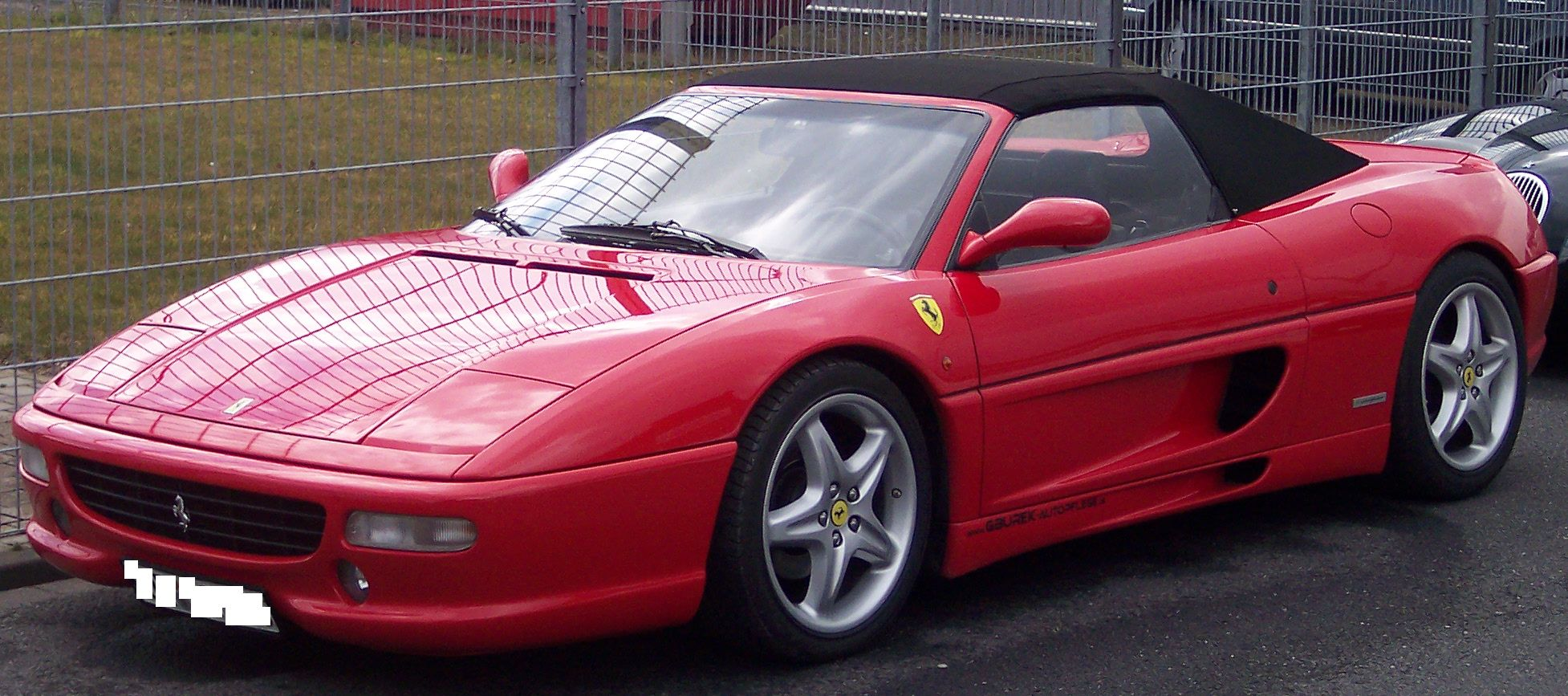
スパイダー フロント
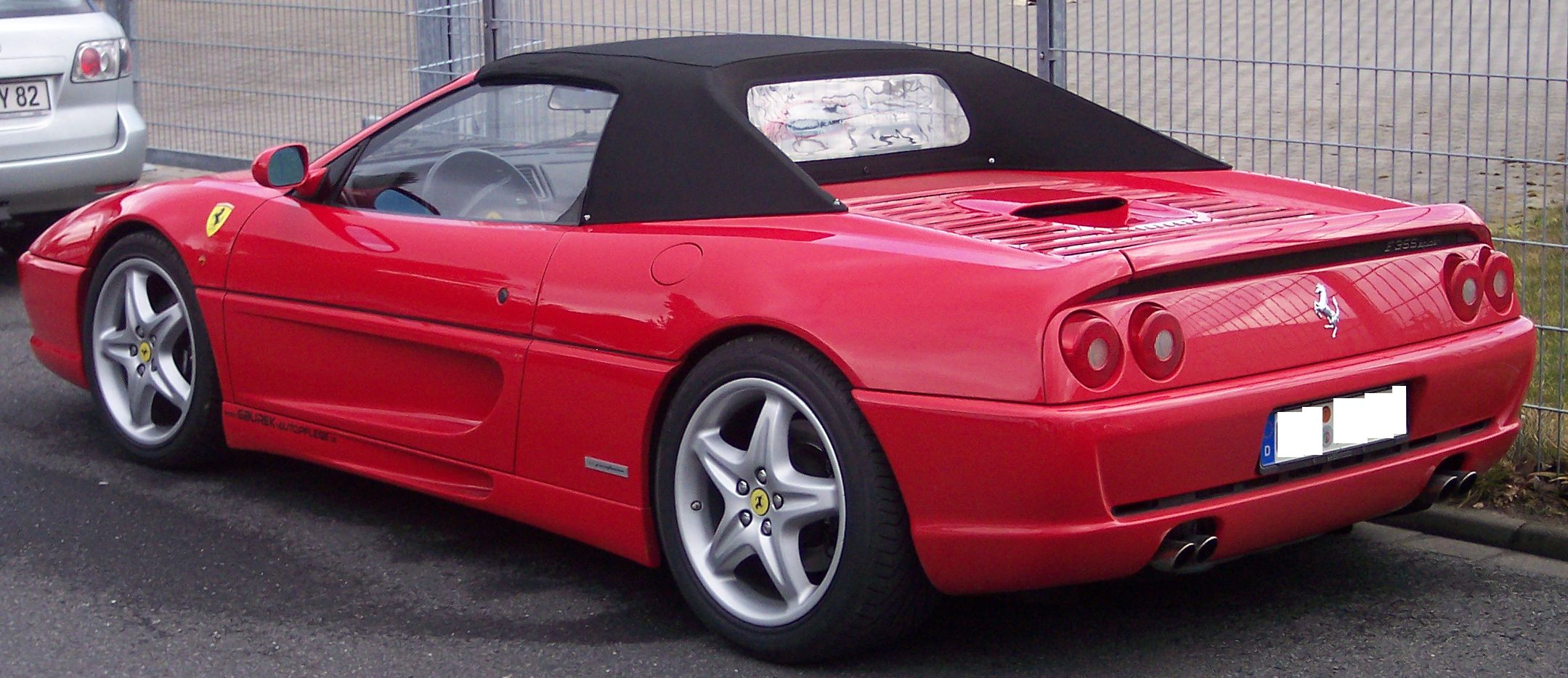
スパイダー リア
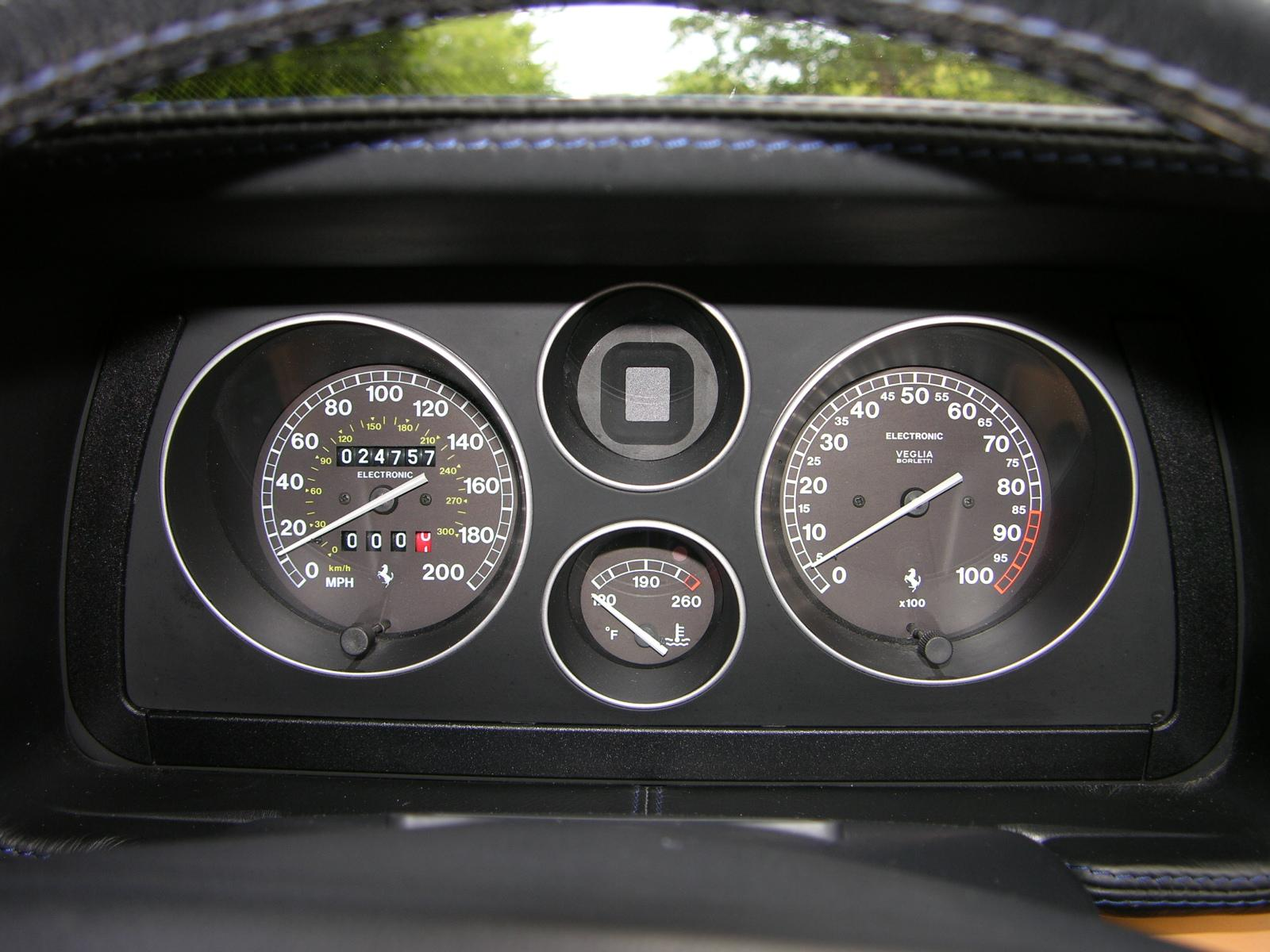
インストルメントパネル
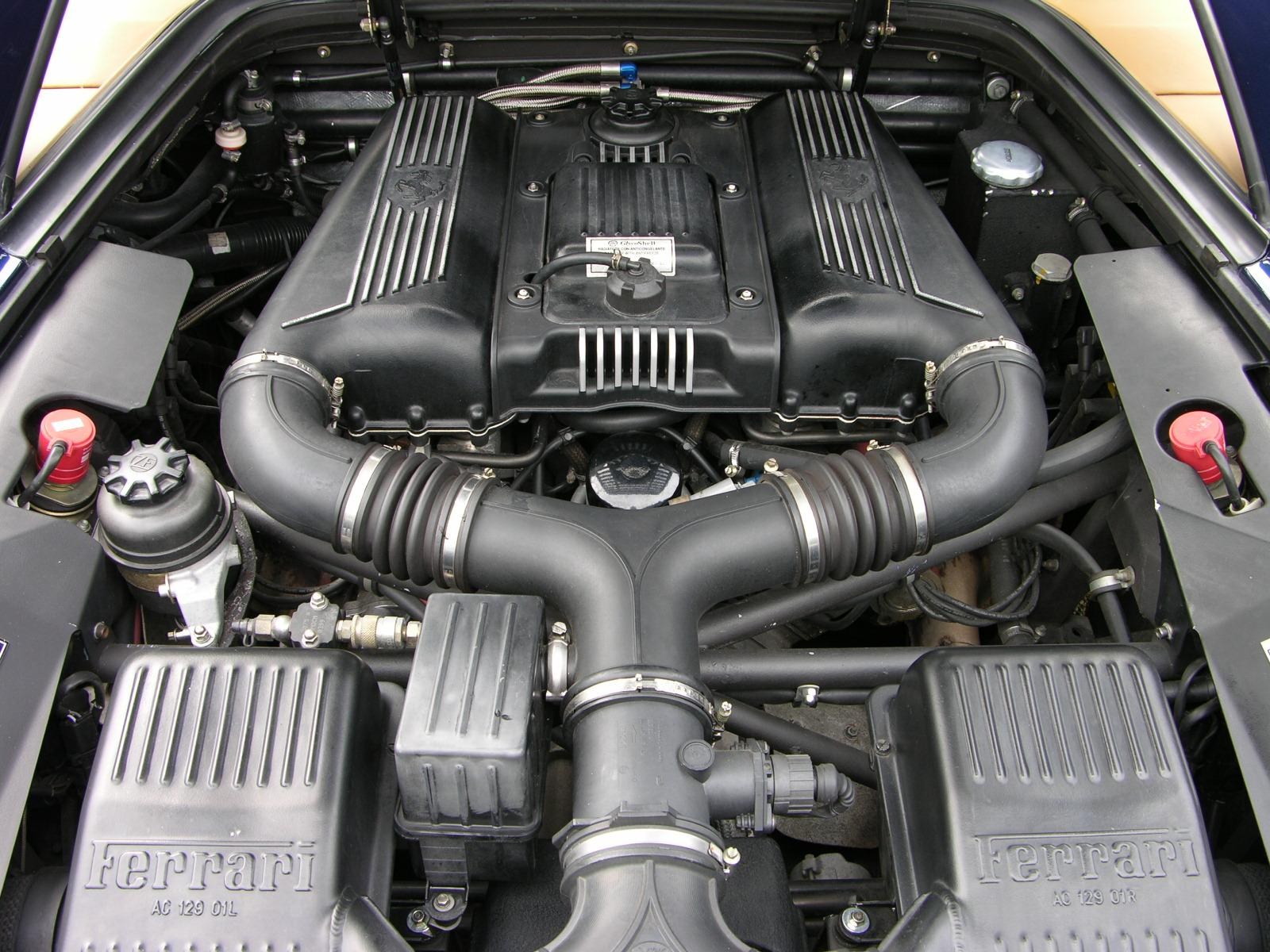
エンジンルーム

### モータースポーツへの参戦

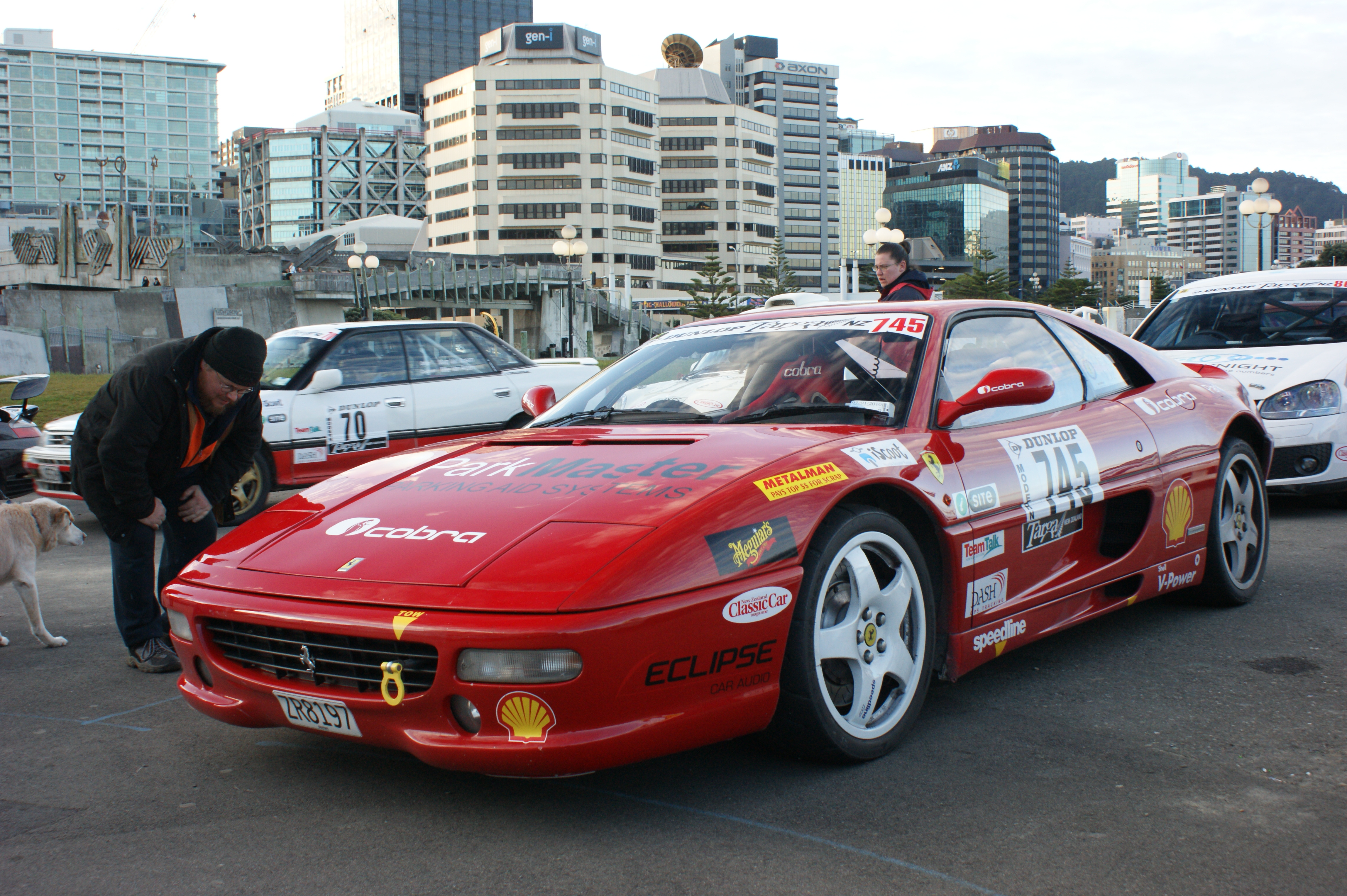
タルガラリー2009参戦車両

ワンメイクレースの「F355チャレンジ・レース」が世界各地で行われ、その年間上位ドライバーが年一回の世界一決定戦に出場し、覇を競っていた。レース車両は一般公道走行可なF355チャレンジが販売され、リアエンドにはカーボングリル、運転席にはロールケージが装着される。
また、全日本GT選手権（JGTC・現SUPER GT）のGT300クラスにもエントリーした。
1997年と1998年にはフェラーリ・クラブ・オブ・ジャパン・チームがF355を走らせ、ドライバーには「日本一のフェラーリ使い」と呼ばれた太田哲也とアンダース・オロフソンを起用した。尻上がりに調子を上げた2人のF355は、1997年の第4戦では2位、同年のオールスター戦ではGT300のクラス優勝を果たしている。しかし、飛躍を期した1998年、豪雨の富士スピードウェイでの第2戦のローリングラップ中のアクシデントによりマシンは爆発炎上・大破。ドライバーの太田も瀕死の重傷を負い、一時参戦を見合わせた。
またワイ・ジー・ケーも、1998年・1999年に「クラブイエローマジック」より参戦。1999年にはドライバーに元F1ドライバーの井上隆智穂を起用したが、同年にわずか3ポイントを獲得したのみにとどまった。
このF355チャレンジを冠した同名のゲームがセガから発売されている。